# Categorías deportivas por edad
Las categorías deportivas por edad se denominan internacionalmente con el prefijo sub seguido de la edad máxima permitida (por ejemplo, sub-17). El deportista no puede superar esa edad antes del 31 de diciembre del año en que se celebra o inicia la competición.

## Categorías deportivas en España
En España, la denominación de las categorías deportivas por edad utiliza habitualmente nombres tradicionales como prebenjamín, benjamín, alevín, infantil, cadete, juvenil o júnior. Estas denominaciones corresponden a los grupos de edad internacionalmente conocidos como sub seguido de la edad máxima permitida (por ejemplo, sub-12, sub-14, sub-16, etc.). Por ejemplo, en fútbol, la categoría alevín corresponde a sub-11 y sub-12, infantil a sub-13 y sub-14, y cadete a sub-15 y sub-16, siguiendo agrupaciones de dos años en la mayoría de deportes de equipo.
| Categoría        | Fútbol           | Baloncesto       | Balonmano   | Gimnasia rítmica | Gimnasia deportiva |
| ---------------- | ---------------- | ---------------- | ----------- | ---------------- | ------------------ |
| Sub-6            | Prebenjamín (F7) | Prebenjamín (MB) | Prebenjamín | Prebenjamín      | Prebenjamín        |
| Sub-7            | Prebenjamín (F7) | Prebenjamín (MB) | Prebenjamín | Prebenjamín      | Prebenjamín        |
| Sub-8            | Prebenjamín (F7) | Prebenjamín (MB) | Prebenjamín | Prebenjamín      | Prebenjamín        |
| Sub-9            | Benjamín (F7)    | Benjamín (MB)    | Benjamín    | Benjamín         | Benjamín           |
| Sub-10           | Benjamín (F7)    | Benjamín (MB)    | Benjamín    | Benjamín         | Benjamín           |
| Sub-11           | Alevín (F7)      | Alevín (MB)      | Alevín      | Alevín           | Alevín             |
| Sub-12           | Alevín (F7)      | Alevín (MB)      | Alevín      | Alevín           | Alevín             |
| Sub-13           | Infantil         | Infantil         | Infantil    | Infantil         | Infantil           |
| Sub-14           | Infantil         | Infantil         | Infantil    | Infantil         | Infantil           |
| Sub-15           | Cadete           | Cadete           | Cadete      | Cadete           | Cadete             |
| Sub-16           | Cadete           | Cadete           | Cadete      | Cadete           | Cadete             |
| Sub-17           | Juvenil          | Júnior           | Juvenil     | Juvenil          | Juvenil            |
| Sub-18           | Juvenil          | Júnior           | Juvenil     | Juvenil          | Juvenil            |
| Sub-19           | Juvenil          |                  |             | Júnior           | Júnior             |
| Sub-20           |                  |                  |             | Júnior           | Júnior             |
| Sub-22           |                  | Júnior Sub-22    |             | Júnior           | Júnior             |
| Sub-23           |                  |                  |             | Promesa          | Promesa            |
| Sénior/Absoluta  | Absoluta         | Absoluta         | Absoluta    | Sénior           | Sénior             |
| Máster/Veteranos | Máster           | Máster           | Máster      | Máster           | Máster             |

- Fútbol

Las denominaciones de las categorías existentes en el fútbol español, establecen grupos de edad cada dos años, excepto las categorías juvenil y prebenjamín, que son de tres. De los 6 a los 12 años se juega a "fútbol 7" (F7), y en adelante a fútbol.
- Baloncesto

Las denominaciones de las categorías existentes en el baloncesto español establece grupos de edad cada dos años. De los 6 a los 12 años se juega a "minibasket" (MB), y en adelante a baloncesto.
- Balonmano

Las denominaciones de las categorías existentes en el balonmano español establecen grupos de edad cada dos años.
- General Las categorías Máster/Veteranos suelen agruparse en tramos de 5 años a partir de los 30 o 35 años: Máster-35, Máster-40, ...